# 8450 Egorov

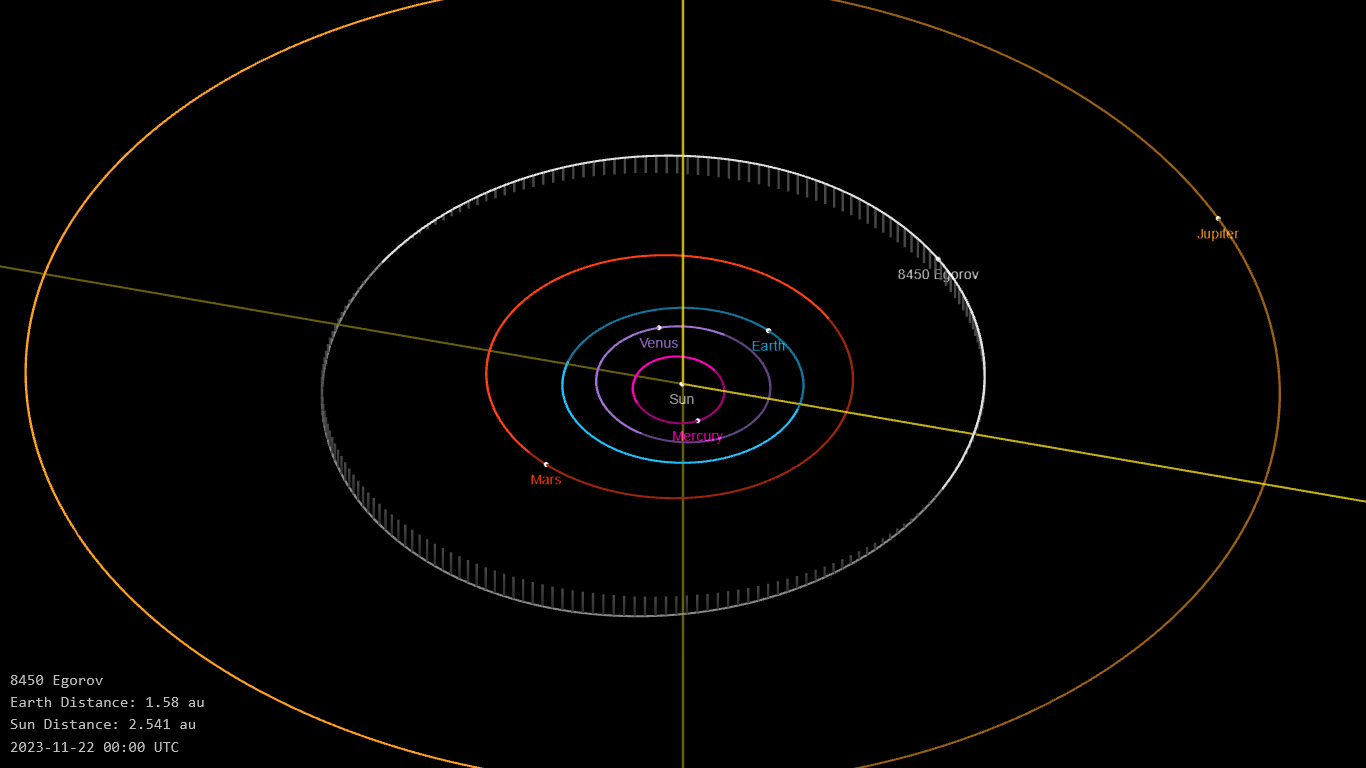

8450 Egorov è un asteroide della fascia principale. Scoperto nel 1977, presenta un'orbita caratterizzata da un semiasse maggiore pari a 2,7483504 UA e da un'eccentricità di 0,0896622, inclinata di 4,88073° rispetto all'eclittica.